# Luis Amplatz
Luis Amplatz (Bozen, 28 d'agost de 1926 - Saltaus, Passeiertal, 7 de setembre de 1964) fou un activista sudtirolès. El 1957 fou un dels fundadors del Befreiungsausschuss Südtirol amb Sepp Kerschbaumer i Georg Klotz, que pretenia separar el Tirol del Sud d'Itàlia per a independitzar-se o unir-se a Àustria, però amb l'ús de la força si calia. Va estar implicat en la Feuernacht de 12 de juliol de 1961 i en atemptats posteriors contra monuments feixistes i contra casernes dels carabiners.
Per tal d'escapar de la detenció va fugir a Àustria, però el 1964 va tornar clandestinament amb Georg Klotz i un austríac anomenat Christian Kerbler, que potser era un agent del SISMI italià. La nit del 7 de setembre de 1964 fou assassinat en una cabana de Passeiertal, i Klotz aconseguí fugir ferit a Àustria. Kerbler fou jutjat el 7 de maig de 1969 per un tribunal de Perusa per assassinat i temptativa d'homicidi, i condemnat a 20 anys de presó, però que no va complir. Amplatz fou enterrat al cementiri de Bozen.